# Geraesta
Geraesta Simon, 1889 è un genere di ragni appartenente alla famiglia Thomisidae.

## Distribuzione
Le tre specie note di questo genere sono diffuse in Madagascar e Tanzania

## Tassonomia
Non sono stati esaminati esemplari di questo genere dal 2014.
A giugno 2014, si compone di tre specie:
- Geraesta hirta Simon, 1889[2] — Madagascar
- Geraesta lehtineni Benjamin, 2011 — Madagascar
- Geraesta mkwawa Benjamin, 2011 — Tanzania

### Sinonimi
- Geraesta bilobata Simon, 1897; posta in sinonimia con G. hirta Simon, 1889, a seguito di un lavoro dell'aracnologo Benjamin del 2011[1].